# Salevere (Koonga)
Salevere – wieś w Estonii, w prowincji Parnawa, w gminie Koonga.